# Ligament talo-calcanéen médial
Le ligament talo-calcanéen médial (ou ligament astragalo-calcanéen interne ou ligament calcanéo-astragalien interne) est un ligament inconstant de l'articulation subtalaire.

## Description
Le ligament talo-calcanéen médial est un ligament court et mince située sous la face profonde du ligament collatéral médial de l'articulation talo-crurale. Il relie le tubercule médial de l'arrière du talus à l'arrière du sustentaculum tali.